# Partito Federalista (Italia)
Il Partito Federalista è stato un partito politico italiano d'ispirazione federalista, fondato sotto il nome di "Unione Federalista" nel 1994 per iniziativa di Gianfranco Miglio e Umberto Giovine.

## Storia
Il Partito Federalista venne ufficialmente fondato il 17 dicembre 1995, come evoluzione dell'Unione Federalista, associazione fondata dallo stesso Miglio il 28 ottobre 1994. Nelle intenzioni di Miglio, il PF doveva essere un soggetto antipartito, monotematico, docile a scomparire una volta che la Repubblica federale o confederale fosse diventata realtà. Tra i co-fondatori del partito vi fu anche Vittorio Sgarbi, il quale tuttavia lo abbandonò prima delle elezioni politiche del 1996 per formare con Pannella la Lista Pannella - Sgarbi.
Alla Camera, il PF si presentò con il proprio contrassegno nella sola circoscrizione Piemonte 1 per la quota proporzionale e nel collegio uninominale di Vigonza; per il resto, si presentò all'interno di Forza Italia, nell'ambito della coalizione di centro-destra del Polo per le Libertà: Miglio fu eletto senatore, Giovine e Luigi Negri e Giuseppe Rossetto furono eletti alla Camera. Miglio si iscrisse al gruppo misto, mentre al gruppo forzista si iscrissero Rossetto, Giovine e Negri (che, tuttavia, nel 1997 aderì al PRI e alla coalizione di centro-sinistra che sosteneva il governo Prodi I). Tra i maggiori esponenti della LIF vi furono anche Enrico Hüllweck, che fu eletto sindaco di Vicenza nel 1998 per Forza Italia, e Giorgio Vido che divenne un leader del Fronte Marco Polo e della Liga Veneta Repubblica.
Alle elezioni amministrative del 1997 il Partito Federalista strinse un patto con i liberali dell'Unione di Centro per una lista unica in alleanza con Forza Italia.
Dopo la morte di Miglio nel 2001, il Partito Federalista si trasformò in Movimento Federalista e sotto la guida di Umberto Giovine confluì nel Movimento per l'Autonomia nel 2008.

## Ideologia

### Il progetto politico-costituzionale
Miglio inserì nel programma del partito la sua idea di trasformare l'Italia in una sorta di confederazione la quale, mantenute le cinque regioni a statuto speciale, si sarebbe suddivisa in tre cantoni: Padania, Etruria e Mediterranea.
Il governo centrale sarebbe stato affidato al Direttorio costituito dai governatori dei tre cantoni; da un presidente, a rotazione, delle cinque regioni a statuto speciale e dal presidente federale della Repubblica, eletto a suffragio universale e diretto ogni quattro anni.
Un presidente federale che, nell'immaginazione di Miglio, sarebbe stato un vero capo di governo sul modello statunitense anche se avrebbe sempre dovuto coordinare la sua volontà con quella degli altri membri del Direttorio federale.